# 5519 Лелюч
5519 Лелюч (5519 Lellouch) — астероїд головного поясу, відкритий 23 серпня 1990 року.
Тіссеранів параметр щодо Юпітера — 3,191.